# إغناثيو بيرنال
إغناثيو بيرنال (بالإسبانية: Ignacio Bernal y García Pimentel) هو عالم آثار مكسيكي، ولد في 13 فبراير 1910 في باريس في فرنسا، وتوفي في 24 يناير 1992 في مدينة مكسيكو في المكسيك.